# Lourdesgrot (Banholt)

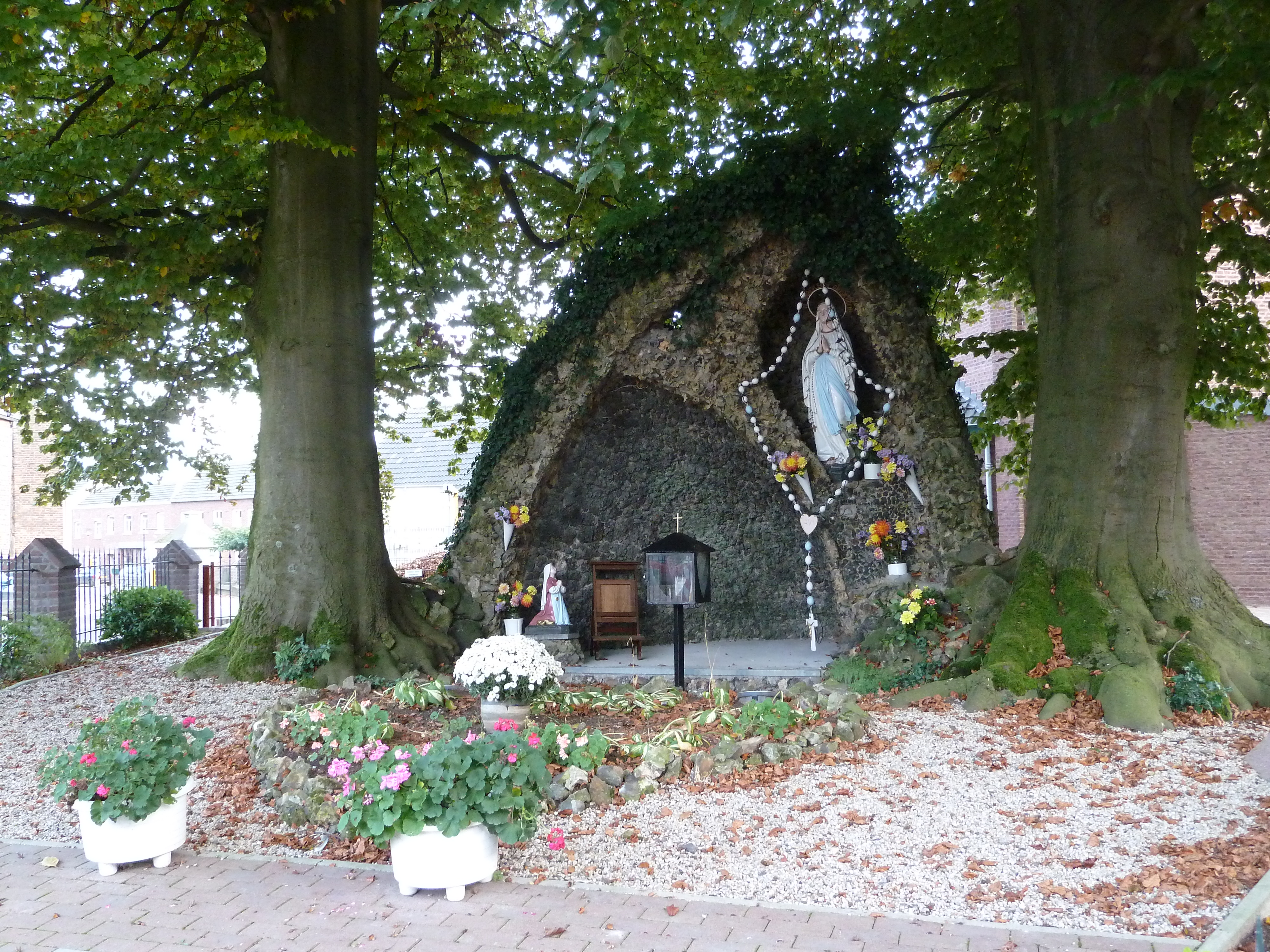
Lourdesgrot met erachter de kerk van Banholt

De Lourdesgrot is een religieus bouwwerk in Banholt in de Nederlandse gemeente Eijsden-Margraten. De Lourdesgrot staat aan de Dalestraat, op de noordwestelijke punt van de dries waarop in 1874 de Sint-Gerlachuskerk is gebouwd.

## Geschiedenis
In juni 1911 besloten enkele dorpsbewoners uit Banholt en Terhorst vanwege een droge zomer de hulp van Maria aan te roepen middels een Lourdesgrot te bouwen.
Op zondag 17 september 1911 werd de grot ingezegend.
In 2011 werd het 100-jarig bestaan gevierd.

## Grot
De vrijstaande grot staat tussen twee beuken en is opgetrokken uit vuurstenen die afkomstig zijn uit de Groeve Banholtergrubbe. Rechtsboven de grotholte bevindt zich een nis met Mariabeeld en een grote rozenkrans. Linksonder staat een beeld van Bernadette.